# Éparchie d'Edmonton des Ukrainiens
L'éparchie d'Edmonton (en ukrainien : Едмонтонська єпархія) est un diocèse territorial de l'Église grecque-catholique ukrainienne situé en Alberta au Canada. Il est suffragant de l'archéparchie catholique ukrainienne de Winnipeg. En 2007, le diocèse comprenait 87 paroisses.

## Histoire
Le 19 janvier 1948, il a été créé sous le nom d′exarchat apostolique catholique ukrainien de l'Ouest du Canada (une juridiction missionnaire prédiocésaine catholique orientale, semblable à une préfecture apostolique latine), sur un territoire séparé de l'exarchat apostolique catholique ukrainien du Canada de l'époque.
Le 10 mars 1951, il a été rebaptisé exarchat apostolique catholique ukrainien d'Edmonton, du nom de son siège.
Le 3 novembre 1956, il a été promu éparchie catholique ukrainienne (diocèse catholique oriental) d'Edmonton. Il perd ainsi son statut d'exemption et devient un suffragant de la province ecclésiastique de l'archéparchie catholique ukrainienne métropolitaine de Winnipeg.
Le 27 juin 1974, il perd son territoire pour créer l'éparchie de New Westminster des Ukrainiens.
Le 26 janvier 2007, le pape Benoît XVI a nommé l'ancien évêque auxiliaire David Motiuk, de l'archéparchie de Winnipeg, à la tête de l'éparchie catholique ukrainienne d'Edmonton.

## Évêques
- Neil Nicholas Savaryn (de) (1948-1986)
- Demetrius Martin Greschuk (de) (1986-1990)
- Myron Michael Daciuk (de) (1991-1996)
- Lawrence Daniel Huculak (1996-2006)
- David Motiuk (2007- )

## Source
- (en) Cet article est partiellement ou en totalité issu de l’article de Wikipédia en anglais intitulé « Ukrainian Catholic Eparchy of Edmonton » (voir la liste des auteurs).